# Franz von Holleben
Franz von Holleben (né le 25 février 1863 à Königsee et mort le 28 février 1938 à Berlin) est un vice-amiral allemand. 

## Biographie

### Origine
Franz von Holleben est le fils d'Albert von Holleben (1825-1898), chef du département des finances du ministère de Schwarzbourg-Rudolstadt, et de sa femme Anna, née von Roeder en 1839.

### Carrière militaire
Après avoir étudié à l'école primaire, Holleben s'engage dans la marine impériale le 15 avril 1880 et complète sa formation nautique de base à l'école navale du 1er octobre 1880 au 2 mars 1881. Après de courtes affectations à bord, il retourne à l'école navale en 1883 et y termine sa formation de base le 30 septembre 1884. Après ses études, il est appelé à remplir diverses fonctions à bord en tant qu'officier de marine la même année. Fin mai 1886, il part pour Sydney sur le bateau à vapeur Hohenzollern et est officier de quart sur le croiseur-frégate Bismarck de juillet 1886 jusqu'à son désarmement en septembre 1888. Après un commandement au gymnase militaire, Holleben sert comme officier de quart sur le Hohenzollern, dont y reste jusqu'à la mi-octobre 1893. 
En 1894, Holleben publié Deutsches Flottenbuch die Erlebnisse eines Seekadetten im Krieg und Frieden dans le cadre d'une série de livres de la flotte allemande. Le livre est probablement écrit lors d'un long séjour à l'étranger, d'où il est revenu en Allemagne le 19 août 1895, d'Apia sur le Darmstadt. Toujours la même année, il se rend à la Ire assemblée à l'Académie navale. Il participe ensuite à la IIe assemblée jusqu'en 1897. À partir de ce moment, il sert à bord de divers navires jusqu'à ce que Holleben soit nommé membre de la Commission d'examen des navires en septembre 1904. Pendant cette période, il fait connaissance avec les chantiers navals allemands, l'industrie de l'approvisionnement en armement naval et les domaines associés à l'approbation et au traitement des commandes jusqu'au premier voyage d'un navire de guerre construit ou modernisé. 
À partir du 4 avril 1905, Holleben s'attend à de nouvelles tâches en raison de son transfert à l'Office du Reich à la Marine en tant que chef du bureau des renseignements (N). À ce poste, il remplace le Kapitänleutnant Job de Witzleben. La tâche principale de cette institution était, en application des lois sur la flotte promulguées et de l'expansion intensifiée de la marine impériale, de faire progresser l'organisation d'un travail de propagande intensif afin de faire passer de l'armée à la marine le principal centre d'intérêt de la politique et de l'opinion publique. Cependant, en 1905, l'agence de presse (N) est déjà au-dessus de sa capacité de travail. En 1905, il n'y a que deux officiers et quelques auxiliaires. Il s'agit notamment de Waldemar Vollerthun (de) (1869-1928) et Karl Boy-Ed (de) (1872-1930). Les dépenses les plus importantes sont dues au service de lecture existant. Cela devait être assuré principalement par l'examen continu des publications actuelles par 163 éditeurs de journaux et de magazines et d'autres bureaux de presse et l'analyse de sujets liés à la mer. C'est le véritable travail de base du bureau de presse. Les résultats de cette recherche d'informations sont ensuite transmis aux éditeurs de journaux, aux journalistes, aux bureaux de presse des entreprises et, dans certains cas, aux ministères du Reich sous forme de messages courts, de bulletins ou de résumés par écrit. Ce dernier est compliqué par le fait que la souveraineté des communiqués de presse au sein des ministères prussiens appartient au ministère fédéral des Affaires étrangères. Mais le bureau de presse commence déjà à publier ses propres publications, la littérature maritime et son propre magazine. C'était le Nauticus. Jahrbuch für Deutschlands Seeinteressen (Annuaire des intérêts maritimes de l'Allemagne), encore timide en 1899, puis régulièrement compilé, imprimé et distribué à partir de 1900. Au cours de son mandat, Holleben écrit également le livre Seehelden und Seeschlachten  in neuerer und neuster Zeit (Héros de la marine et batailles navales dans les temps récents). Au total, il occupe le poste de directeur du bureau de presse pendant deux ans. Son successeur est le Kapitänleutnant Karl Boy-Ed en mars 1906. 
Pour Holleben, d'autres missions à bord se suivent à partir de 1906. Le 31 mars, il a pris le commandement du navire-école Stosch pendant un an. Il est ensuite commandant du grand croiseur Freya et des cuirassés Schlesien et Schleswig-Holstein
. Le 15 septembre 1910, Holleben se voit confier pour la première fois les fonctions de directeur en chef du chantier naval du Kaiserliche Werft Danzig. Enfin, en novembre 1910, il est nommé directeur du chantier naval. Il occupe ce poste au début de la Première Guerre mondiale et est donc pleinement impliqué dans l'immense et coûteuse course aux armements entre les marines britannique et allemande. Cependant, comme le chantier naval n'a pas la capacité de construire de plus grandes turbines à vapeur et que les systèmes de cale ne conviennent pas à la construction de grands navires, le chantier naval se concentre sur la construction de navires auxiliaires, les travaux de réparation et l'achèvement d'un total de 23 sous-marins. près que Holleben ait reçu le titre de vice-amiral le 13 octobre 1914, il se tient du 1er septembre au 14 octobre 1917 à la disposition du chef de la station navale de la mer Baltique et est ensuite mis à disposition avec la pension légale. 
Le 28 février 1938, Franz von Holleben décède, quelques jours après son 75e anniversaire à Berlin. 

### Famille
Holleben se marie le 10 juin 1896 à Rudolstadt avec Klara von Motz (de) (née en 1876). Il a une fille Elisabeth (née en 1897) ainsi que trois fils Horst (né en 1898), Heinz (né en 1901) et Ulrich (né en 1911)